# Cantonul Saint-James
Cantonul Saint-James este un canton din arondismentul Avranches, departamentul Manche, regiunea Basse-Normandie, Franța.

## Comune
| Comune                      | Populație (1999) | Cod poștal | Cod INSEE |
| --------------------------- | ---------------- | ---------- | --------- |
| Argouges                    | ...              | 50240      | 50018     |
| Carnet                      | ...              | 50240      | 50100     |
| La Croix-Avranchin          | ...              | 50240      | 50154     |
| Hamelin                     | ...              | 50730      | 50229     |
| Montanel                    | ...              | 50240      | 50337     |
| Montjoie-Saint-Martin       | ...              | 50240      | 50347     |
| Saint-Aubin-de-Terregatte   | ...              | 50240      | 50448     |
| Saint-James                 | ...              | 50240      | 50487     |
| Saint-Laurent-de-Terregatte | ...              | 50240      | 50500     |
| Saint-Senier-de-Beuvron     | ...              | 50240      | 50553     |
| Vergoncey                   | ...              | 50240      | 50627     |
| Villiers-le-Pré             | ...              | 50240      | 50640     |